# Тогучинський район
Тогучинський район — муніципальне утворення в Новосибірській області Росії.
Адміністративний центр — місто Тогучин.

## Географія
Район розташований на сході Новосибірської області. Межує з Болотнинським, Мошковським, Новосибірським, Іскітимським і Маслянинським районами Новосибірської області, а також Кемеровською областю.
Територія району за даними на 2008 рік — 605,8 тис. га, в тому числі сільгоспугіддя — 349,8 тис. га (57,7 % всієї площі). По території району протікає одна з найбільш багатоводних річок області — Іня, а також її численні притоки.

## Історія
Район утворений в 1932 році в складі Західно-Сибірського краю. В 1937 році район був включений у новостворену  Новосибірську область.

## Економіка
Головними промисловими підприємствами району є: Горновський завод СЖБ — філія ВАТ «БетЕлТранс», ВАТ «Кам'яний кар'єр», ВАТ «Камнереченський кам'яний кар'єр», СП «Камнереченський кам'яний кар'єр» — філія ВАТ «РЖД».
Сільськогосподарським виробництвом займаються 19 акціонерних товариств, 5 колгоспів, 2 сільськогосподарських кооперативи, 549 фермерських господарств. У сільському господарстві зайнято 22,2 % усіх працюючих. Основна спеціалізація сільськогосподарських підприємств — рослинництво (виробництво зернових), молочно-м'ясне тваринництво. Основними сільськогосподарськими підприємствами є: ВАТ «Доронінське», колгосп ім. Пушкіна, колгосп ім. 20 з'їзду КПРС, ЗАТ «Політотделське», ЗАТ «Зав'яловське»

## Транспорт
Територією району проходить залізнична магістраль «Новосибірськ — Новокузнецьк». Протяжність автомобільних доріг — 643,7 км, з них з твердим покриттям — 638,7 км.

## Населення
| 2002    | 2009    | 2010    | 2011    | 2012    | 2013    | 2014    |
| ------- | ------- | ------- | ------- | ------- | ------- | ------- |
| 65 515  | ↘64 788 | ↘64 720 | ↘60 289 | ↘59 463 | ↘59 318 | ↘59 153 |
| 2015    | 2016    | 2017    | 2018    | 2019    |         |         |
| ↘58 576 | ↘57 730 | ↘57 051 | ↘56 626 | ↘56 258 |         |         |